# Shylmagoghnar
Shylmagoghnar ist ein niederländisches Musikprojekt. Ursprünglich 2004 von zwei Musikern mit den Pseudonymen Nimblkorg und Skirge gegründet, ist es derzeit ein reines Studio-Projekt des Multiinstrumentalisten Nimblkorg. Die Musik vereint Elemente des Black Metal und des Melodic Death Metal und wird von Keyboards dominiert. Das Projekt hat bislang drei Studioalben veröffentlicht und steht bei Napalm Records unter Vertrag.

## Geschichte
Nimblkorg (bürgerlicher Name Kevin Bertrand) und Skirge (bürgerlicher Name Coen van der Weerden) kannten sich seit ihrer Schulzeit. Sie begannen, gemeinsam Musik zu machen, Skirge schrieb Liedtexte und Nimblkorg begann, Gitarre zu spielen. Das Duo festigte bei gemeinsamen Proben ihre Fähigkeiten an den Instrumenten und nahm einige Demos auf, die sie als das Grundgerüst von Shylmagoghnar bezeichneten. Der Bandname ist eine Kombination der Silben shyl, nar, ma und gogh, die eine persönliche Bedeutung für die beiden Musiker haben. Die Zusammensetzung dieser Silben ergab ein „befremdliches, weltfernes Wort, das die Stimmung der Musik widerspiegelt“. Die Vorarbeiten zum 2014 veröffentlichten Debütalbum Emergence sollen über ein Jahrzehnt gedauert haben. 2016 kontaktierte das österreichische Label Napalm Records die Musiker und nahm sie 2017 unter Vertrag. Zunächst erfolgte die Wiederveröffentlichung des Debütalbums als Schallplatte, gefolgt vom zweiten Album Transience im Jahr 2018. Da auf Grund einer chronischen Erkrankung Nimblkorgs Live-Auftritte nicht möglich sind, blieb es ein reines Studioprojekt. Im Zusammenhang mit dem 2023 veröffentlichten dritten Studioalbum Convergence wurde bekannt, dass das Projekt nunmehr nur noch von Nimblkorg betrieben wird.
Im Juli 2025 gab Kevin Bertrand über seine Social-Media-Kanäle bekannt, dass er aus gesundheitlichen Gründen bis auf Weiteres keine neue Musik mit Shylmagoghnar veröffentlichen wird.

## Stil
Die Musik des Projekts verbindet die Ästhetik des Black Metal mit melodischem Gitarrenspiel und dominanten Keyboards, textlich und bei der Gestaltung ihrer Veröffentlichungen bedient sich Shylmagoghnar einer „kosmischen Bildersprache“. Nimblkorg selber bezeichnet seine Musik als Hybridform verschiedener Stilrichtungen des Metal. Die Inspiration für einige der Stücke auf dem 2023er Album entstammen seinem Traumtagebuch. Der Metal Hammer ordnet die Musik des dritten Studioalbums in eine Schnittmenge aus Progressive Metal, Black Metal und Melodic Death Metal ein, das Rock Hard beschreibt die Musik als „Atmospheric Black Metal mit Brücken zu Progressive Death und Power Metal“.

## Diskografie
- 2014: Emergence (Eigenveröffentlichung, Wiederveröffentlichung 2017 bei Napalm Records)
- 2018: Transience (Napalm Records)
- 2023: Convergence (Napalm Records)

## Belege
1. ↑  news: SHYLMAGOGHNAR releases stirring music video for new album single „The Sea“. In: metalglory.com. 11. Oktober 2023, abgerufen am 17. November 2023 (englisch).
2. ↑  Ruard Veltmaat: Interview Shylmagoghnar. In: Progwereld. 25. Juni 2019, abgerufen am 17. November 2023 (niederländisch).
3. 1 2 3 4  Chad Bowar: Meet The Band: Shylmagoghnar. In: Heavy Music HQ. 30. Juni 2018, abgerufen am 17. November 2023 (englisch).
4. 1 2  Andreas Schiffmann: SHYLMAGOGHNAR: Limburger Lautmalereien. In: Rock Hard #375. Juli 2018.
5. ↑  Shylmagoghnar gibt Einblick in Traumtagebuch. In: metal1.info. 5. November 2023, abgerufen am 17. November 2023.
6. ↑  Björn Springorum: Kritik zu Shylmagoghnar CONVERGENCE. In: Metal Hammer. 10. November 2023, abgerufen am 17. November 2023.
7. ↑  Gregor Olm: SHYLMAGOGHNAR: Convergence. In: Rock Hard #437. November 2023.